# کنزینگتون (کنتیکت)
کنزینگتون (به انگلیسی: Kensington) یک منطقهٔ مسکونی در ایالات متحده آمریکا است که در Berlin واقع شده‌است. کنزینگتون ۱۴٫۰ کیلومتر مربع مساحت و ۸٬۴۵۹ نفر جمعیت دارد و ۲۵٫۶ متر بالاتر از سطح دریا واقع شده‌است.